# هیولا (ترانه لیدی گاگا)
«هیولا» ترانه‌ای از هنرمند اهل ایالات متحده آمریکا لیدی گاگا است. این ترانه در آلبوم هیولای شهرت قرار داشت.